# Liste des communes d'Indre-et-Loire
Pour les autres listes de communes françaises, voir Listes des communes de France.
| - L'Indre-et-Loire en France métropolitaine. - Carte des communes d'Indre-et-Loire. |

Cette page liste les 272 communes du département français d'Indre-et-Loire au 1er janvier 2025.

## Historique
Le département d'Indre-et-Loire a été créé le 4 mars 1790 en application de la loi du 22 décembre 1789.
Trois « communes nouvelles » sont créées en 2017, une quatrième en 2018, ce qui ramène le nombre total de communes de 277 à 272.

## Liste des communes
Le tableau suivant donne la liste des communes au 1er janvier 2025, en précisant leur code Insee, leur code postal principal, leur arrondissement, leur canton, leur intercommunalité, leur superficie, leur population et leur densité, d'après les chiffres de l'Insee issus du recensement 2022,.
| Nom                              | Code Insee | Code postal       | Arrondissement | Canton                          | Intercommunalité                           | Superficie (km2) | Population (dernière pop. légale) | Densité (hab./km2) | Modifier                                    |
| -------------------------------- | ---------- | ----------------- | -------------- | ------------------------------- | ------------------------------------------ | ---------------- | --------------------------------- | ------------------ | ------------------------------------------- |
| Tours (préfecture)               | 37261      | 37000 37100 37200 | Tours          | Tours-1 Tours-2 Tours-3 Tours-4 | Tours Métropole Val de Loire               | 34,67            | 138 668 (2022)                    | 4 000              | modifier les données · modifier les données |
| Abilly                           | 37001      | 37160             | Loches         | Descartes                       | CC Loches Sud Touraine                     | 30,27            | 1 125 (2022)                      | 37                 | modifier les données · modifier les données |
| Ambillou                         | 37002      | 37340             | Chinon         | Langeais                        | CC Touraine Ouest Val de Loire             | 48,85            | 1 748 (2022)                      | 36                 | modifier les données · modifier les données |
| Amboise                          | 37003      | 37400             | Loches         | Amboise                         | CC du Val d'Amboise                        | 40,65            | 13 132 (2022)                     | 323                | modifier les données · modifier les données |
| Anché                            | 37004      | 37500             | Chinon         | Sainte-Maure-de-Touraine        | CC Chinon, Vienne et Loire                 | 7,99             | 429 (2022)                        | 54                 | modifier les données · modifier les données |
| Antogny-le-Tillac                | 37005      | 37800             | Chinon         | Sainte-Maure-de-Touraine        | CC Touraine Val de Vienne                  | 17,31            | 492 (2022)                        | 28                 | modifier les données · modifier les données |
| Artannes-sur-Indre               | 37006      | 37260             | Tours          | Monts                           | CC Touraine Vallée de l'Indre              | 20,97            | 2 782 (2022)                      | 133                | modifier les données · modifier les données |
| Assay                            | 37007      | 37120             | Chinon         | Sainte-Maure-de-Touraine        | CC Touraine Val de Vienne                  | 14,53            | 173 (2022)                        | 12                 | modifier les données · modifier les données |
| Athée-sur-Cher                   | 37008      | 37270             | Loches         | Bléré                           | CC Autour de Chenonceaux Bléré-Val de Cher | 34,47            | 2 848 (2022)                      | 83                 | modifier les données · modifier les données |
| Autrèche                         | 37009      | 37110             | Loches         | Château-Renault                 | CC du Castelrenaudais                      | 20,72            | 419 (2022)                        | 20                 | modifier les données · modifier les données |
| Auzouer-en-Touraine              | 37010      | 37110             | Loches         | Château-Renault                 | CC du Castelrenaudais                      | 34,05            | 2 172 (2022)                      | 64                 | modifier les données · modifier les données |
| Avoine                           | 37011      | 37420             | Chinon         | Chinon                          | CC Chinon, Vienne et Loire                 | 12,58            | 1 994 (2022)                      | 159                | modifier les données · modifier les données |
| Avon-les-Roches                  | 37012      | 37220             | Chinon         | Sainte-Maure-de-Touraine        | CC Touraine Val de Vienne                  | 33,28            | 539 (2022)                        | 16                 | modifier les données · modifier les données |
| Avrillé-les-Ponceaux             | 37013      | 37340             | Chinon         | Langeais                        | CC Touraine Ouest Val de Loire             | 32,80            | 475 (2022)                        | 14                 | modifier les données · modifier les données |
| Azay-le-Rideau                   | 37014      | 37190             | Tours          | Chinon                          | CC Touraine Vallée de l'Indre              | 27,34            | 3 415 (2022)                      | 125                | modifier les données · modifier les données |
| Azay-sur-Cher                    | 37015      | 37270             | Tours          | Bléré                           | CC Touraine-Est Vallées                    | 22,85            | 3 127 (2022)                      | 137                | modifier les données · modifier les données |
| Azay-sur-Indre                   | 37016      | 37310             | Loches         | Loches                          | CC Loches Sud Touraine                     | 13,89            | 363 (2022)                        | 26                 | modifier les données · modifier les données |
| Ballan-Miré                      | 37018      | 37510             | Tours          | Ballan-Miré                     | Tours Métropole Val de Loire               | 26,16            | 8 347 (2022)                      | 319                | modifier les données · modifier les données |
| Barrou                           | 37019      | 37350             | Loches         | Descartes                       | CC Loches Sud Touraine                     | 30,71            | 480 (2022)                        | 16                 | modifier les données · modifier les données |
| Beaulieu-lès-Loches              | 37020      | 37600             | Loches         | Loches                          | CC Loches Sud Touraine                     | 3,88             | 1 746 (2022)                      | 450                | modifier les données · modifier les données |
| Beaumont-en-Véron                | 37022      | 37420             | Chinon         | Chinon                          | CC Chinon, Vienne et Loire                 | 18,83            | 2 719 (2022)                      | 144                | modifier les données · modifier les données |
| Beaumont-Louestault              | 37021      | 37360 37370       | Chinon         | Château-Renault                 | CC de Gâtine-Racan                         | 55,49            | 1 788 (2022)                      | 32                 | modifier les données · modifier les données |
| Beaumont-Village                 | 37023      | 37460             | Loches         | Loches                          | CC Loches Sud Touraine                     | 19,25            | 240 (2022)                        | 12                 | modifier les données · modifier les données |
| Benais                           | 37024      | 37140             | Chinon         | Langeais                        | CC Touraine Ouest Val de Loire             | 20,08            | 948 (2022)                        | 47                 | modifier les données · modifier les données |
| Berthenay                        | 37025      | 37510             | Tours          | Ballan-Miré                     | Tours Métropole Val de Loire               | 7,24             | 699 (2022)                        | 97                 | modifier les données · modifier les données |
| Betz-le-Château                  | 37026      | 37600             | Loches         | Descartes                       | CC Loches Sud Touraine                     | 46,88            | 508 (2022)                        | 11                 | modifier les données · modifier les données |
| Bléré                            | 37027      | 37150             | Loches         | Bléré                           | CC Autour de Chenonceaux Bléré-Val de Cher | 30,80            | 5 340 (2022)                      | 173                | modifier les données · modifier les données |
| Bossay-sur-Claise                | 37028      | 37290             | Loches         | Descartes                       | CC Loches Sud Touraine                     | 65,56            | 729 (2022)                        | 11                 | modifier les données · modifier les données |
| Bossée                           | 37029      | 37240             | Loches         | Descartes                       | CC Loches Sud Touraine                     | 19,01            | 325 (2022)                        | 17                 | modifier les données · modifier les données |
| Le Boulay                        | 37030      | 37110             | Loches         | Château-Renault                 | CC du Castelrenaudais                      | 20,10            | 813 (2022)                        | 40                 | modifier les données · modifier les données |
| Bourgueil                        | 37031      | 37140             | Chinon         | Langeais                        | CC Touraine Ouest Val de Loire             | 32,95            | 3 648 (2022)                      | 111                | modifier les données · modifier les données |
| Bournan                          | 37032      | 37240             | Loches         | Descartes                       | CC Loches Sud Touraine                     | 14,67            | 282 (2022)                        | 19                 | modifier les données · modifier les données |
| Boussay                          | 37033      | 37290             | Loches         | Descartes                       | CC Loches Sud Touraine                     | 27,54            | 226 (2022)                        | 8,2                | modifier les données · modifier les données |
| Braslou                          | 37034      | 37120             | Chinon         | Sainte-Maure-de-Touraine        | CC Touraine Val de Vienne                  | 15,79            | 320 (2022)                        | 20                 | modifier les données · modifier les données |
| Braye-sous-Faye                  | 37035      | 37120             | Chinon         | Sainte-Maure-de-Touraine        | CC Touraine Val de Vienne                  | 15,67            | 281 (2022)                        | 18                 | modifier les données · modifier les données |
| Braye-sur-Maulne                 | 37036      | 37330             | Chinon         | Langeais                        | CC Touraine Ouest Val de Loire             | 11,84            | 201 (2022)                        | 17                 | modifier les données · modifier les données |
| Brèches                          | 37037      | 37330             | Chinon         | Langeais                        | CC Touraine Ouest Val de Loire             | 11,63            | 222 (2022)                        | 19                 | modifier les données · modifier les données |
| Bréhémont                        | 37038      | 37130             | Tours          | Chinon                          | CC Touraine Vallée de l'Indre              | 12,71            | 728 (2022)                        | 57                 | modifier les données · modifier les données |
| Bridoré                          | 37039      | 37600             | Loches         | Loches                          | CC Loches Sud Touraine                     | 14,54            | 489 (2022)                        | 34                 | modifier les données · modifier les données |
| Brizay                           | 37040      | 37220             | Chinon         | Sainte-Maure-de-Touraine        | CC Touraine Val de Vienne                  | 14,27            | 253 (2022)                        | 18                 | modifier les données · modifier les données |
| Bueil-en-Touraine                | 37041      | 37370             | Chinon         | Château-Renault                 | CC de Gâtine-Racan                         | 18,06            | 325 (2022)                        | 18                 | modifier les données · modifier les données |
| Candes-Saint-Martin              | 37042      | 37500             | Chinon         | Chinon                          | CC Chinon, Vienne et Loire                 | 5,77             | 182 (2022)                        | 32                 | modifier les données · modifier les données |
| Cangey                           | 37043      | 37530             | Loches         | Amboise                         | CC du Val d'Amboise                        | 22,98            | 1 030 (2022)                      | 45                 | modifier les données · modifier les données |
| La Celle-Guenand                 | 37044      | 37350             | Loches         | Descartes                       | CC Loches Sud Touraine                     | 36,70            | 381 (2022)                        | 10                 | modifier les données · modifier les données |
| La Celle-Saint-Avant             | 37045      | 37160             | Loches         | Descartes                       | CC Loches Sud Touraine                     | 17,80            | 1 059 (2022)                      | 59                 | modifier les données · modifier les données |
| Céré-la-Ronde                    | 37046      | 37460             | Loches         | Bléré                           | CC Autour de Chenonceaux Bléré-Val de Cher | 49,20            | 424 (2022)                        | 8,6                | modifier les données · modifier les données |
| Cerelles                         | 37047      | 37390             | Chinon         | Château-Renault                 | CC de Gâtine-Racan                         | 12,30            | 1 247 (2022)                      | 101                | modifier les données · modifier les données |
| Chambon                          | 37048      | 37290             | Loches         | Descartes                       | CC Loches Sud Touraine                     | 17,88            | 317 (2022)                        | 18                 | modifier les données · modifier les données |
| Chambourg-sur-Indre              | 37049      | 37310             | Loches         | Loches                          | CC Loches Sud Touraine                     | 28,39            | 1 235 (2022)                      | 44                 | modifier les données · modifier les données |
| Chambray-lès-Tours               | 37050      | 37170             | Tours          | Montlouis-sur-Loire             | Tours Métropole Val de Loire               | 19,40            | 11 877 (2022)                     | 612                | modifier les données · modifier les données |
| Champigny-sur-Veude              | 37051      | 37120             | Chinon         | Sainte-Maure-de-Touraine        | CC Touraine Val de Vienne                  | 16,18            | 813 (2022)                        | 50                 | modifier les données · modifier les données |
| Chançay                          | 37052      | 37210             | Tours          | Vouvray                         | CC Touraine-Est Vallées                    | 15,04            | 1 123 (2022)                      | 75                 | modifier les données · modifier les données |
| Chanceaux-près-Loches            | 37053      | 37600             | Loches         | Loches                          | CC Loches Sud Touraine                     | 14,58            | 113 (2022)                        | 7,8                | modifier les données · modifier les données |
| Chanceaux-sur-Choisille          | 37054      | 37390             | Tours          | Vouvray                         | Tours Métropole Val de Loire               | 18,47            | 3 509 (2022)                      | 190                | modifier les données · modifier les données |
| Channay-sur-Lathan               | 37055      | 37330             | Chinon         | Langeais                        | CC Touraine Ouest Val de Loire             | 28,71            | 809 (2022)                        | 28                 | modifier les données · modifier les données |
| La Chapelle-aux-Naux             | 37056      | 37130             | Tours          | Chinon                          | CC Touraine Vallée de l'Indre              | 5,25             | 558 (2022)                        | 106                | modifier les données · modifier les données |
| La Chapelle-Blanche-Saint-Martin | 37057      | 37240             | Loches         | Descartes                       | CC Loches Sud Touraine                     | 28,50            | 691 (2022)                        | 24                 | modifier les données · modifier les données |
| La Chapelle-sur-Loire            | 37058      | 37140             | Chinon         | Langeais                        | CC Touraine Ouest Val de Loire             | 19,17            | 1 472 (2022)                      | 77                 | modifier les données · modifier les données |
| Charentilly                      | 37059      | 37390             | Chinon         | Château-Renault                 | CC de Gâtine-Racan                         | 14,13            | 1 385 (2022)                      | 98                 | modifier les données · modifier les données |
| Chargé                           | 37060      | 37530             | Loches         | Amboise                         | CC du Val d'Amboise                        | 8,46             | 1 352 (2022)                      | 160                | modifier les données · modifier les données |
| Charnizay                        | 37061      | 37290             | Loches         | Descartes                       | CC Loches Sud Touraine                     | 51,71            | 468 (2022)                        | 9,1                | modifier les données · modifier les données |
| Château-la-Vallière              | 37062      | 37330             | Chinon         | Langeais                        | CC Touraine Ouest Val de Loire             | 19,80            | 1 734 (2022)                      | 88                 | modifier les données · modifier les données |
| Château-Renault                  | 37063      | 37110             | Loches         | Château-Renault                 | CC du Castelrenaudais                      | 3,51             | 4 560 (2022)                      | 1 299              | modifier les données · modifier les données |
| Chaumussay                       | 37064      | 37350             | Loches         | Descartes                       | CC Loches Sud Touraine                     | 19,15            | 204 (2022)                        | 11                 | modifier les données · modifier les données |
| Chaveignes                       | 37065      | 37120             | Chinon         | Sainte-Maure-de-Touraine        | CC Touraine Val de Vienne                  | 21,34            | 562 (2022)                        | 26                 | modifier les données · modifier les données |
| Chédigny                         | 37066      | 37310             | Loches         | Loches                          | CC Loches Sud Touraine                     | 23,17            | 560 (2022)                        | 24                 | modifier les données · modifier les données |
| Cheillé                          | 37067      | 37190             | Tours          | Chinon                          | CC Touraine Vallée de l'Indre              | 46,26            | 1 859 (2022)                      | 40                 | modifier les données · modifier les données |
| Chemillé-sur-Dême                | 37068      | 37370             | Chinon         | Château-Renault                 | CC de Gâtine-Racan                         | 33,54            | 707 (2022)                        | 21                 | modifier les données · modifier les données |
| Chemillé-sur-Indrois             | 37069      | 37460             | Loches         | Loches                          | CC Loches Sud Touraine                     | 24,87            | 230 (2022)                        | 9,2                | modifier les données · modifier les données |
| Chenonceaux                      | 37070      | 37150             | Loches         | Bléré                           | CC Autour de Chenonceaux Bléré-Val de Cher | 4,33             | 334 (2022)                        | 77                 | modifier les données · modifier les données |
| Chezelles                        | 37071      | 37220             | Chinon         | Sainte-Maure-de-Touraine        | CC Touraine Val de Vienne                  | 15,17            | 130 (2022)                        | 8,6                | modifier les données · modifier les données |
| Chinon                           | 37072      | 37500             | Chinon         | Chinon                          | CC Chinon, Vienne et Loire                 | 39,02            | 8 121 (2022)                      | 208                | modifier les données · modifier les données |
| Chisseaux                        | 37073      | 37150             | Loches         | Bléré                           | CC Autour de Chenonceaux Bléré-Val de Cher | 11,80            | 590 (2022)                        | 50                 | modifier les données · modifier les données |
| Chouzé-sur-Loire                 | 37074      | 37140             | Chinon         | Langeais                        | CC Chinon, Vienne et Loire                 | 28,04            | 2 150 (2022)                      | 77                 | modifier les données · modifier les données |
| Cigogné                          | 37075      | 37310             | Loches         | Bléré                           | CC Autour de Chenonceaux Bléré-Val de Cher | 21,79            | 462 (2022)                        | 21                 | modifier les données · modifier les données |
| Cinais                           | 37076      | 37500             | Chinon         | Chinon                          | CC Chinon, Vienne et Loire                 | 8,77             | 378 (2022)                        | 43                 | modifier les données · modifier les données |
| Cinq-Mars-la-Pile                | 37077      | 37130             | Chinon         | Langeais                        | CC Touraine Ouest Val de Loire             | 20,11            | 3 943 (2022)                      | 196                | modifier les données · modifier les données |
| Ciran                            | 37078      | 37240             | Loches         | Descartes                       | CC Loches Sud Touraine                     | 13,86            | 428 (2022)                        | 31                 | modifier les données · modifier les données |
| Civray-de-Touraine               | 37079      | 37150             | Loches         | Bléré                           | CC Autour de Chenonceaux Bléré-Val de Cher | 22,88            | 1 828 (2022)                      | 80                 | modifier les données · modifier les données |
| Civray-sur-Esves                 | 37080      | 37160             | Loches         | Descartes                       | CC Loches Sud Touraine                     | 13,29            | 213 (2022)                        | 16                 | modifier les données · modifier les données |
| Cléré-les-Pins                   | 37081      | 37340             | Chinon         | Langeais                        | CC Touraine Ouest Val de Loire             | 35,62            | 1 398 (2022)                      | 39                 | modifier les données · modifier les données |
| Continvoir                       | 37082      | 37340             | Chinon         | Langeais                        | CC Touraine Ouest Val de Loire             | 41,19            | 467 (2022)                        | 11                 | modifier les données · modifier les données |
| Cormery                          | 37083      | 37320             | Loches         | Bléré                           | CC Loches Sud Touraine                     | 6,07             | 1 860 (2022)                      | 306                | modifier les données · modifier les données |
| Coteaux-sur-Loire                | 37232      | 37130 37140       | Chinon         | Langeais                        | CC Touraine Ouest Val de Loire             | 44,15            | 1 872 (2022)                      | 42                 | modifier les données · modifier les données |
| Couesmes                         | 37084      | 37330             | Chinon         | Langeais                        | CC Touraine Ouest Val de Loire             | 21,26            | 556 (2022)                        | 26                 | modifier les données · modifier les données |
| Courçay                          | 37085      | 37310             | Loches         | Bléré                           | CC Autour de Chenonceaux Bléré-Val de Cher | 24,77            | 796 (2022)                        | 32                 | modifier les données · modifier les données |
| Courcelles-de-Touraine           | 37086      | 37330             | Chinon         | Langeais                        | CC Touraine Ouest Val de Loire             | 25,71            | 480 (2022)                        | 19                 | modifier les données · modifier les données |
| Courcoué                         | 37087      | 37120             | Chinon         | Sainte-Maure-de-Touraine        | CC Touraine Val de Vienne                  | 15,66            | 237 (2022)                        | 15                 | modifier les données · modifier les données |
| Couziers                         | 37088      | 37500             | Chinon         | Chinon                          | CC Chinon, Vienne et Loire                 | 12,05            | 117 (2022)                        | 9,7                | modifier les données · modifier les données |
| Cravant-les-Côteaux              | 37089      | 37500             | Chinon         | Sainte-Maure-de-Touraine        | CC Chinon, Vienne et Loire                 | 38,21            | 680 (2022)                        | 18                 | modifier les données · modifier les données |
| Crissay-sur-Manse                | 37090      | 37220             | Chinon         | Sainte-Maure-de-Touraine        | CC Touraine Val de Vienne                  | 7,50             | 113 (2022)                        | 15                 | modifier les données · modifier les données |
| La Croix-en-Touraine             | 37091      | 37150             | Loches         | Bléré                           | CC Autour de Chenonceaux Bléré-Val de Cher | 15,04            | 2 484 (2022)                      | 165                | modifier les données · modifier les données |
| Crotelles                        | 37092      | 37380             | Loches         | Château-Renault                 | CC du Castelrenaudais                      | 15,89            | 651 (2022)                        | 41                 | modifier les données · modifier les données |
| Crouzilles                       | 37093      | 37220             | Chinon         | Sainte-Maure-de-Touraine        | CC Touraine Val de Vienne                  | 14,54            | 530 (2022)                        | 36                 | modifier les données · modifier les données |
| Cussay                           | 37094      | 37240             | Loches         | Descartes                       | CC Loches Sud Touraine                     | 25,81            | 567 (2022)                        | 22                 | modifier les données · modifier les données |
| Dame-Marie-les-Bois              | 37095      | 37110             | Loches         | Château-Renault                 | CC du Castelrenaudais                      | 8,91             | 338 (2022)                        | 38                 | modifier les données · modifier les données |
| Descartes                        | 37115      | 37160             | Loches         | Descartes                       | CC Loches Sud Touraine                     | 38,08            | 3 289 (2022)                      | 86                 | modifier les données · modifier les données |
| Dierre                           | 37096      | 37150             | Loches         | Bléré                           | CC Autour de Chenonceaux Bléré-Val de Cher | 10,27            | 637 (2022)                        | 62                 | modifier les données · modifier les données |
| Dolus-le-Sec                     | 37097      | 37310             | Loches         | Loches                          | CC Loches Sud Touraine                     | 27,27            | 657 (2022)                        | 24                 | modifier les données · modifier les données |
| Draché                           | 37098      | 37800             | Loches         | Descartes                       | CC Loches Sud Touraine                     | 18,51            | 700 (2022)                        | 38                 | modifier les données · modifier les données |
| Druye                            | 37099      | 37190             | Tours          | Ballan-Miré                     | Tours Métropole Val de Loire               | 22,87            | 999 (2022)                        | 44                 | modifier les données · modifier les données |
| Épeigné-les-Bois                 | 37100      | 37150             | Loches         | Bléré                           | CC Autour de Chenonceaux Bléré-Val de Cher | 14,52            | 400 (2022)                        | 28                 | modifier les données · modifier les données |
| Épeigné-sur-Dême                 | 37101      | 37370             | Chinon         | Château-Renault                 | CC de Gâtine-Racan                         | 21,08            | 159 (2022)                        | 7,5                | modifier les données · modifier les données |
| Esves-le-Moutier                 | 37103      | 37240             | Loches         | Descartes                       | CC Loches Sud Touraine                     | 10,53            | 154 (2022)                        | 15                 | modifier les données · modifier les données |
| Esvres                           | 37104      | 37320             | Tours          | Monts                           | CC Touraine Vallée de l'Indre              | 35,85            | 6 264 (2022)                      | 175                | modifier les données · modifier les données |
| Faye-la-Vineuse                  | 37105      | 37120             | Chinon         | Sainte-Maure-de-Touraine        | CC Touraine Val de Vienne                  | 17,55            | 272 (2022)                        | 15                 | modifier les données · modifier les données |
| La Ferrière                      | 37106      | 37110             | Loches         | Château-Renault                 | CC du Castelrenaudais                      | 15,76            | 312 (2022)                        | 20                 | modifier les données · modifier les données |
| Ferrière-Larçon                  | 37107      | 37350             | Loches         | Descartes                       | CC Loches Sud Touraine                     | 20,87            | 239 (2022)                        | 11                 | modifier les données · modifier les données |
| Ferrière-sur-Beaulieu            | 37108      | 37600             | Loches         | Loches                          | CC Loches Sud Touraine                     | 19,63            | 707 (2022)                        | 36                 | modifier les données · modifier les données |
| Fondettes                        | 37109      | 37230             | Tours          | Saint-Cyr-sur-Loire             | Tours Métropole Val de Loire               | 31,83            | 10 917 (2022)                     | 343                | modifier les données · modifier les données |
| Francueil                        | 37110      | 37150             | Loches         | Bléré                           | CC Autour de Chenonceaux Bléré-Val de Cher | 12,91            | 1 453 (2022)                      | 113                | modifier les données · modifier les données |
| Genillé                          | 37111      | 37460             | Loches         | Loches                          | CC Loches Sud Touraine                     | 63,12            | 1 508 (2022)                      | 24                 | modifier les données · modifier les données |
| Gizeux                           | 37112      | 37340             | Chinon         | Langeais                        | CC Touraine Ouest Val de Loire             | 21,06            | 377 (2022)                        | 18                 | modifier les données · modifier les données |
| Le Grand-Pressigny               | 37113      | 37350             | Loches         | Descartes                       | CC Loches Sud Touraine                     | 39,55            | 879 (2022)                        | 22                 | modifier les données · modifier les données |
| La Guerche                       | 37114      | 37350             | Loches         | Descartes                       | CC Loches Sud Touraine                     | 5,27             | 175 (2022)                        | 33                 | modifier les données · modifier les données |
| Les Hermites                     | 37116      | 37110             | Loches         | Château-Renault                 | CC du Castelrenaudais                      | 32,60            | 573 (2022)                        | 18                 | modifier les données · modifier les données |
| Hommes                           | 37117      | 37340             | Chinon         | Langeais                        | CC Touraine Ouest Val de Loire             | 29,59            | 867 (2022)                        | 29                 | modifier les données · modifier les données |
| Huismes                          | 37118      | 37420             | Chinon         | Chinon                          | CC Chinon, Vienne et Loire                 | 23,82            | 1 446 (2022)                      | 61                 | modifier les données · modifier les données |
| L'Île-Bouchard                   | 37119      | 37220             | Chinon         | Sainte-Maure-de-Touraine        | CC Touraine Val de Vienne                  | 3,48             | 1 590 (2022)                      | 457                | modifier les données · modifier les données |
| Jaulnay                          | 37121      | 37120             | Chinon         | Sainte-Maure-de-Touraine        | CC Touraine Val de Vienne                  | 14,76            | 244 (2022)                        | 17                 | modifier les données · modifier les données |
| Joué-lès-Tours                   | 37122      | 37300             | Tours          | Joué-lès-Tours                  | Tours Métropole Val de Loire               | 32,41            | 38 432 (2022)                     | 1 186              | modifier les données · modifier les données |
| Langeais                         | 37123      | 37130             | Chinon         | Langeais                        | CC Touraine Ouest Val de Loire             | 64,55            | 4 370 (2022)                      | 68                 | modifier les données · modifier les données |
| Larçay                           | 37124      | 37270             | Tours          | Montlouis-sur-Loire             | CC Touraine-Est Vallées                    | 11,19            | 2 577 (2022)                      | 230                | modifier les données · modifier les données |
| Lémeré                           | 37125      | 37120             | Chinon         | Sainte-Maure-de-Touraine        | CC Touraine Val de Vienne                  | 19,83            | 414 (2022)                        | 21                 | modifier les données · modifier les données |
| Lerné                            | 37126      | 37500             | Chinon         | Chinon                          | CC Chinon, Vienne et Loire                 | 16,36            | 347 (2022)                        | 21                 | modifier les données · modifier les données |
| Le Liège                         | 37127      | 37460             | Loches         | Loches                          | CC Loches Sud Touraine                     | 11,15            | 326 (2022)                        | 29                 | modifier les données · modifier les données |
| Lignières-de-Touraine            | 37128      | 37130             | Tours          | Chinon                          | CC Touraine Vallée de l'Indre              | 10,00            | 1 319 (2022)                      | 132                | modifier les données · modifier les données |
| Ligré                            | 37129      | 37500             | Chinon         | Sainte-Maure-de-Touraine        | CC Touraine Val de Vienne                  | 27,70            | 1 070 (2022)                      | 39                 | modifier les données · modifier les données |
| Ligueil                          | 37130      | 37240             | Loches         | Descartes                       | CC Loches Sud Touraine                     | 29,72            | 2 113 (2022)                      | 71                 | modifier les données · modifier les données |
| Limeray                          | 37131      | 37530             | Loches         | Amboise                         | CC du Val d'Amboise                        | 14,39            | 1 261 (2022)                      | 88                 | modifier les données · modifier les données |
| Loché-sur-Indrois                | 37133      | 37460             | Loches         | Loches                          | CC Loches Sud Touraine                     | 74,13            | 472 (2022)                        | 6,4                | modifier les données · modifier les données |
| Loches                           | 37132      | 37600             | Loches         | Loches                          | CC Loches Sud Touraine                     | 27,06            | 6 233 (2022)                      | 230                | modifier les données · modifier les données |
| Louans                           | 37134      | 37320             | Loches         | Descartes                       | CC Loches Sud Touraine                     | 18,02            | 713 (2022)                        | 40                 | modifier les données · modifier les données |
| Le Louroux                       | 37136      | 37240             | Loches         | Descartes                       | CC Loches Sud Touraine                     | 28,87            | 531 (2022)                        | 18                 | modifier les données · modifier les données |
| Lublé                            | 37137      | 37330             | Chinon         | Langeais                        | CC Touraine Ouest Val de Loire             | 12,60            | 140 (2022)                        | 11                 | modifier les données · modifier les données |
| Lussault-sur-Loire               | 37138      | 37400             | Loches         | Amboise                         | CC du Val d'Amboise                        | 9,36             | 890 (2022)                        | 95                 | modifier les données · modifier les données |
| Luynes                           | 37139      | 37230             | Tours          | Saint-Cyr-sur-Loire             | Tours Métropole Val de Loire               | 34,01            | 5 081 (2022)                      | 149                | modifier les données · modifier les données |
| Luzé                             | 37140      | 37120             | Chinon         | Sainte-Maure-de-Touraine        | CC Touraine Val de Vienne                  | 20,30            | 274 (2022)                        | 13                 | modifier les données · modifier les données |
| Luzillé                          | 37141      | 37150             | Loches         | Bléré                           | CC Autour de Chenonceaux Bléré-Val de Cher | 40,68            | 983 (2022)                        | 24                 | modifier les données · modifier les données |
| Maillé                           | 37142      | 37800             | Chinon         | Sainte-Maure-de-Touraine        | CC Touraine Val de Vienne                  | 15,67            | 559 (2022)                        | 36                 | modifier les données · modifier les données |
| Manthelan                        | 37143      | 37240             | Loches         | Descartes                       | CC Loches Sud Touraine                     | 39,58            | 1 377 (2022)                      | 35                 | modifier les données · modifier les données |
| Marçay                           | 37144      | 37500             | Chinon         | Chinon                          | CC Chinon, Vienne et Loire                 | 21,35            | 487 (2022)                        | 23                 | modifier les données · modifier les données |
| Marcé-sur-Esves                  | 37145      | 37160             | Loches         | Descartes                       | CC Loches Sud Touraine                     | 10,99            | 251 (2022)                        | 23                 | modifier les données · modifier les données |
| Marcilly-sur-Maulne              | 37146      | 37330             | Chinon         | Langeais                        | CC Touraine Ouest Val de Loire             | 14,60            | 216 (2022)                        | 15                 | modifier les données · modifier les données |
| Marcilly-sur-Vienne              | 37147      | 37800             | Chinon         | Sainte-Maure-de-Touraine        | CC Touraine Val de Vienne                  | 10,99            | 556 (2022)                        | 51                 | modifier les données · modifier les données |
| Marigny-Marmande                 | 37148      | 37120             | Chinon         | Sainte-Maure-de-Touraine        | CC Touraine Val de Vienne                  | 30,83            | 605 (2022)                        | 20                 | modifier les données · modifier les données |
| Marray                           | 37149      | 37370             | Chinon         | Château-Renault                 | CC de Gâtine-Racan                         | 23,81            | 489 (2022)                        | 21                 | modifier les données · modifier les données |
| Mazières-de-Touraine             | 37150      | 37130             | Chinon         | Langeais                        | CC Touraine Ouest Val de Loire             | 34,18            | 1 463 (2022)                      | 43                 | modifier les données · modifier les données |
| La Membrolle-sur-Choisille       | 37151      | 37390             | Tours          | Saint-Cyr-sur-Loire             | Tours Métropole Val de Loire               | 6,87             | 3 270 (2022)                      | 476                | modifier les données · modifier les données |
| Mettray                          | 37152      | 37390             | Tours          | Vouvray                         | Tours Métropole Val de Loire               | 10,34            | 2 079 (2022)                      | 201                | modifier les données · modifier les données |
| Monnaie                          | 37153      | 37380             | Tours          | Vouvray                         | CC Touraine-Est Vallées                    | 39,42            | 4 785 (2022)                      | 121                | modifier les données · modifier les données |
| Montbazon                        | 37154      | 37250             | Tours          | Monts                           | CC Touraine Vallée de l'Indre              | 6,50             | 4 839 (2022)                      | 744                | modifier les données · modifier les données |
| Monthodon                        | 37155      | 37110             | Loches         | Château-Renault                 | CC du Castelrenaudais                      | 33,91            | 643 (2022)                        | 19                 | modifier les données · modifier les données |
| Montlouis-sur-Loire              | 37156      | 37270             | Tours          | Montlouis-sur-Loire             | CC Touraine-Est Vallées                    | 24,55            | 11 261 (2022)                     | 459                | modifier les données · modifier les données |
| Montrésor                        | 37157      | 37460             | Loches         | Loches                          | CC Loches Sud Touraine                     | 0,98             | 313 (2022)                        | 319                | modifier les données · modifier les données |
| Montreuil-en-Touraine            | 37158      | 37530             | Loches         | Amboise                         | CC du Val d'Amboise                        | 25,09            | 750 (2022)                        | 30                 | modifier les données · modifier les données |
| Monts                            | 37159      | 37260             | Tours          | Monts                           | CC Touraine Vallée de l'Indre              | 27,28            | 8 031 (2022)                      | 294                | modifier les données · modifier les données |
| Morand                           | 37160      | 37110             | Loches         | Château-Renault                 | CC du Castelrenaudais                      | 14,62            | 348 (2022)                        | 24                 | modifier les données · modifier les données |
| Mosnes                           | 37161      | 37530             | Loches         | Amboise                         | CC du Val d'Amboise                        | 14,50            | 815 (2022)                        | 56                 | modifier les données · modifier les données |
| Mouzay                           | 37162      | 37600             | Loches         | Descartes                       | CC Loches Sud Touraine                     | 23,71            | 462 (2022)                        | 19                 | modifier les données · modifier les données |
| Nazelles-Négron                  | 37163      | 37530             | Loches         | Amboise                         | CC du Val d'Amboise                        | 22,32            | 3 682 (2022)                      | 165                | modifier les données · modifier les données |
| Neuil                            | 37165      | 37190             | Chinon         | Sainte-Maure-de-Touraine        | CC Touraine Val de Vienne                  | 18,82            | 424 (2022)                        | 23                 | modifier les données · modifier les données |
| Neuillé-le-Lierre                | 37166      | 37380             | Loches         | Amboise                         | CC du Val d'Amboise                        | 16,63            | 763 (2022)                        | 46                 | modifier les données · modifier les données |
| Neuillé-Pont-Pierre              | 37167      | 37360             | Chinon         | Château-Renault                 | CC de Gâtine-Racan                         | 39,00            | 2 238 (2022)                      | 57                 | modifier les données · modifier les données |
| Neuilly-le-Brignon               | 37168      | 37160             | Loches         | Descartes                       | CC Loches Sud Touraine                     | 22,00            | 287 (2022)                        | 13                 | modifier les données · modifier les données |
| Neuville-sur-Brenne              | 37169      | 37110             | Loches         | Château-Renault                 | CC du Castelrenaudais                      | 6,89             | 890 (2022)                        | 129                | modifier les données · modifier les données |
| Neuvy-le-Roi                     | 37170      | 37370             | Chinon         | Château-Renault                 | CC de Gâtine-Racan                         | 47,50            | 1 061 (2022)                      | 22                 | modifier les données · modifier les données |
| Noizay                           | 37171      | 37210             | Loches         | Amboise                         | CC du Val d'Amboise                        | 17,47            | 1 142 (2022)                      | 65                 | modifier les données · modifier les données |
| Notre-Dame-d'Oé                  | 37172      | 37390             | Tours          | Vouvray                         | Tours Métropole Val de Loire               | 7,73             | 4 358 (2022)                      | 564                | modifier les données · modifier les données |
| Nouans-les-Fontaines             | 37173      | 37460             | Loches         | Loches                          | CC Loches Sud Touraine                     | 63,31            | 669 (2022)                        | 11                 | modifier les données · modifier les données |
| Nouâtre                          | 37174      | 37800             | Chinon         | Sainte-Maure-de-Touraine        | CC Touraine Val de Vienne                  | 9,65             | 798 (2022)                        | 83                 | modifier les données · modifier les données |
| Nouzilly                         | 37175      | 37380             | Loches         | Château-Renault                 | CC du Castelrenaudais                      | 40,24            | 1 236 (2022)                      | 31                 | modifier les données · modifier les données |
| Noyant-de-Touraine               | 37176      | 37800             | Chinon         | Sainte-Maure-de-Touraine        | CC Touraine Val de Vienne                  | 13,74            | 1 170 (2022)                      | 85                 | modifier les données · modifier les données |
| Orbigny                          | 37177      | 37460             | Loches         | Loches                          | CC Loches Sud Touraine                     | 65,88            | 711 (2022)                        | 11                 | modifier les données · modifier les données |
| Panzoult                         | 37178      | 37220             | Chinon         | Sainte-Maure-de-Touraine        | CC Touraine Val de Vienne                  | 34,61            | 599 (2022)                        | 17                 | modifier les données · modifier les données |
| Parçay-Meslay                    | 37179      | 37210             | Tours          | Vouvray                         | Tours Métropole Val de Loire               | 14,07            | 2 574 (2022)                      | 183                | modifier les données · modifier les données |
| Parçay-sur-Vienne                | 37180      | 37220             | Chinon         | Sainte-Maure-de-Touraine        | CC Touraine Val de Vienne                  | 18,74            | 621 (2022)                        | 33                 | modifier les données · modifier les données |
| Paulmy                           | 37181      | 37350             | Loches         | Descartes                       | CC Loches Sud Touraine                     | 25,97            | 238 (2022)                        | 9,2                | modifier les données · modifier les données |
| Pernay                           | 37182      | 37230             | Chinon         | Château-Renault                 | CC de Gâtine-Racan                         | 17,61            | 1 556 (2022)                      | 88                 | modifier les données · modifier les données |
| Perrusson                        | 37183      | 37600             | Loches         | Loches                          | CC Loches Sud Touraine                     | 28,94            | 1 417 (2022)                      | 49                 | modifier les données · modifier les données |
| Le Petit-Pressigny               | 37184      | 37350             | Loches         | Descartes                       | CC Loches Sud Touraine                     | 32,05            | 307 (2022)                        | 9,6                | modifier les données · modifier les données |
| Pocé-sur-Cisse                   | 37185      | 37530             | Loches         | Amboise                         | CC du Val d'Amboise                        | 10,61            | 1 760 (2022)                      | 166                | modifier les données · modifier les données |
| Pont-de-Ruan                     | 37186      | 37260             | Tours          | Monts                           | CC Touraine Vallée de l'Indre              | 5,74             | 1 214 (2022)                      | 211                | modifier les données · modifier les données |
| Ports-sur-Vienne                 | 37187      | 37800             | Chinon         | Sainte-Maure-de-Touraine        | CC Touraine Val de Vienne                  | 11,01            | 353 (2022)                        | 32                 | modifier les données · modifier les données |
| Pouzay                           | 37188      | 37800             | Chinon         | Sainte-Maure-de-Touraine        | CC Touraine Val de Vienne                  | 14,07            | 881 (2022)                        | 63                 | modifier les données · modifier les données |
| Preuilly-sur-Claise              | 37189      | 37290             | Loches         | Descartes                       | CC Loches Sud Touraine                     | 12,00            | 1 027 (2022)                      | 86                 | modifier les données · modifier les données |
| Pussigny                         | 37190      | 37800             | Chinon         | Sainte-Maure-de-Touraine        | CC Touraine Val de Vienne                  | 8,48             | 160 (2022)                        | 19                 | modifier les données · modifier les données |
| Razines                          | 37191      | 37120             | Chinon         | Sainte-Maure-de-Touraine        | CC Touraine Val de Vienne                  | 14,73            | 221 (2022)                        | 15                 | modifier les données · modifier les données |
| Reignac-sur-Indre                | 37192      | 37310             | Loches         | Loches                          | CC Loches Sud Touraine                     | 22,44            | 1 309 (2022)                      | 58                 | modifier les données · modifier les données |
| Restigné                         | 37193      | 37140             | Chinon         | Langeais                        | CC Touraine Ouest Val de Loire             | 21,31            | 1 121 (2022)                      | 53                 | modifier les données · modifier les données |
| Reugny                           | 37194      | 37380             | Tours          | Vouvray                         | CC Touraine-Est Vallées                    | 29,72            | 1 764 (2022)                      | 59                 | modifier les données · modifier les données |
| La Riche                         | 37195      | 37520             | Tours          | Ballan-Miré                     | Tours Métropole Val de Loire               | 8,17             | 10 349 (2022)                     | 1 267              | modifier les données · modifier les données |
| Richelieu                        | 37196      | 37120             | Chinon         | Sainte-Maure-de-Touraine        | CC Touraine Val de Vienne                  | 5,09             | 1 620 (2022)                      | 318                | modifier les données · modifier les données |
| Rigny-Ussé                       | 37197      | 37420             | Tours          | Chinon                          | CC Touraine Vallée de l'Indre              | 13,97            | 526 (2022)                        | 38                 | modifier les données · modifier les données |
| Rillé                            | 37198      | 37340             | Chinon         | Langeais                        | CC Touraine Ouest Val de Loire             | 23,96            | 314 (2022)                        | 13                 | modifier les données · modifier les données |
| Rilly-sur-Vienne                 | 37199      | 37220             | Chinon         | Sainte-Maure-de-Touraine        | CC Touraine Val de Vienne                  | 13,10            | 462 (2022)                        | 35                 | modifier les données · modifier les données |
| Rivarennes                       | 37200      | 37190             | Tours          | Chinon                          | CC Touraine Vallée de l'Indre              | 18,92            | 988 (2022)                        | 52                 | modifier les données · modifier les données |
| Rivière                          | 37201      | 37500             | Chinon         | Chinon                          | CC Chinon, Vienne et Loire                 | 3,66             | 700 (2022)                        | 191                | modifier les données · modifier les données |
| La Roche-Clermault               | 37202      | 37500             | Chinon         | Chinon                          | CC Chinon, Vienne et Loire                 | 18,03            | 546 (2022)                        | 30                 | modifier les données · modifier les données |
| Rochecorbon                      | 37203      | 37210             | Tours          | Vouvray                         | Tours Métropole Val de Loire               | 16,78            | 3 220 (2022)                      | 192                | modifier les données · modifier les données |
| Rouziers-de-Touraine             | 37204      | 37360             | Chinon         | Château-Renault                 | CC de Gâtine-Racan                         | 18,19            | 1 355 (2022)                      | 74                 | modifier les données · modifier les données |
| Saché                            | 37205      | 37190             | Tours          | Chinon                          | CC Touraine Vallée de l'Indre              | 28,29            | 1 405 (2022)                      | 50                 | modifier les données · modifier les données |
| Saint-Antoine-du-Rocher          | 37206      | 37360             | Chinon         | Château-Renault                 | CC de Gâtine-Racan                         | 24,23            | 1 786 (2022)                      | 74                 | modifier les données · modifier les données |
| Saint-Aubin-le-Dépeint           | 37207      | 37370             | Chinon         | Château-Renault                 | CC de Gâtine-Racan                         | 15,19            | 351 (2022)                        | 23                 | modifier les données · modifier les données |
| Saint-Avertin                    | 37208      | 37550             | Tours          | Saint-Pierre-des-Corps          | Tours Métropole Val de Loire               | 13,25            | 15 075 (2022)                     | 1 138              | modifier les données · modifier les données |
| Saint-Benoît-la-Forêt            | 37210      | 37500             | Chinon         | Chinon                          | CC Chinon, Vienne et Loire                 | 35,25            | 848 (2022)                        | 24                 | modifier les données · modifier les données |
| Saint-Branchs                    | 37211      | 37320             | Tours          | Monts                           | CC Touraine Vallée de l'Indre              | 51,16            | 2 632 (2022)                      | 51                 | modifier les données · modifier les données |
| Saint-Christophe-sur-le-Nais     | 37213      | 37370             | Chinon         | Château-Renault                 | CC de Gâtine-Racan                         | 18,27            | 1 077 (2022)                      | 59                 | modifier les données · modifier les données |
| Saint-Cyr-sur-Loire              | 37214      | 37540             | Tours          | Saint-Cyr-sur-Loire             | Tours Métropole Val de Loire               | 13,50            | 16 766 (2022)                     | 1 242              | modifier les données · modifier les données |
| Saint-Épain                      | 37216      | 37800             | Chinon         | Sainte-Maure-de-Touraine        | CC Touraine Val de Vienne                  | 62,65            | 1 486 (2022)                      | 24                 | modifier les données · modifier les données |
| Saint-Étienne-de-Chigny          | 37217      | 37230             | Tours          | Saint-Cyr-sur-Loire             | Tours Métropole Val de Loire               | 21,11            | 1 595 (2022)                      | 76                 | modifier les données · modifier les données |
| Saint-Flovier                    | 37218      | 37600             | Loches         | Descartes                       | CC Loches Sud Touraine                     | 29,22            | 577 (2022)                        | 20                 | modifier les données · modifier les données |
| Saint-Genouph                    | 37219      | 37510             | Tours          | Ballan-Miré                     | Tours Métropole Val de Loire               | 4,74             | 1 022 (2022)                      | 216                | modifier les données · modifier les données |
| Saint-Germain-sur-Vienne         | 37220      | 37500             | Chinon         | Chinon                          | CC Chinon, Vienne et Loire                 | 13,36            | 358 (2022)                        | 27                 | modifier les données · modifier les données |
| Saint-Hippolyte                  | 37221      | 37600             | Loches         | Loches                          | CC Loches Sud Touraine                     | 32,99            | 620 (2022)                        | 19                 | modifier les données · modifier les données |
| Saint-Jean-Saint-Germain         | 37222      | 37600             | Loches         | Loches                          | CC Loches Sud Touraine                     | 21,34            | 746 (2022)                        | 35                 | modifier les données · modifier les données |
| Saint-Laurent-de-Lin             | 37223      | 37330             | Chinon         | Langeais                        | CC Touraine Ouest Val de Loire             | 13,86            | 344 (2022)                        | 25                 | modifier les données · modifier les données |
| Saint-Laurent-en-Gâtines         | 37224      | 37380             | Loches         | Château-Renault                 | CC du Castelrenaudais                      | 31,62            | 873 (2022)                        | 28                 | modifier les données · modifier les données |
| Saint-Martin-le-Beau             | 37225      | 37270             | Loches         | Bléré                           | CC Autour de Chenonceaux Bléré-Val de Cher | 18,44            | 3 193 (2022)                      | 173                | modifier les données · modifier les données |
| Saint-Nicolas-de-Bourgueil       | 37228      | 37140             | Chinon         | Langeais                        | CC Touraine Ouest Val de Loire             | 36,45            | 1 118 (2022)                      | 31                 | modifier les données · modifier les données |
| Saint-Nicolas-des-Motets         | 37229      | 37110             | Loches         | Château-Renault                 | CC du Castelrenaudais                      | 12,77            | 241 (2022)                        | 19                 | modifier les données · modifier les données |
| Saint-Ouen-les-Vignes            | 37230      | 37530             | Loches         | Amboise                         | CC du Val d'Amboise                        | 18,55            | 975 (2022)                        | 53                 | modifier les données · modifier les données |
| Saint-Paterne-Racan              | 37231      | 37370             | Chinon         | Château-Renault                 | CC de Gâtine-Racan                         | 47,77            | 1 697 (2022)                      | 36                 | modifier les données · modifier les données |
| Saint-Pierre-des-Corps           | 37233      | 37700             | Tours          | Saint-Pierre-des-Corps          | Tours Métropole Val de Loire               | 11,28            | 15 698 (2022)                     | 1 392              | modifier les données · modifier les données |
| Saint-Quentin-sur-Indrois        | 37234      | 37310             | Loches         | Loches                          | CC Loches Sud Touraine                     | 27,23            | 492 (2022)                        | 18                 | modifier les données · modifier les données |
| Saint-Règle                      | 37236      | 37530             | Loches         | Amboise                         | CC du Val d'Amboise                        | 6,49             | 626 (2022)                        | 96                 | modifier les données · modifier les données |
| Saint-Roch                       | 37237      | 37390             | Chinon         | Château-Renault                 | CC de Gâtine-Racan                         | 4,75             | 1 335 (2022)                      | 281                | modifier les données · modifier les données |
| Saint-Senoch                     | 37238      | 37600             | Loches         | Loches                          | CC Loches Sud Touraine                     | 24,08            | 520 (2022)                        | 22                 | modifier les données · modifier les données |
| Sainte-Catherine-de-Fierbois     | 37212      | 37800             | Tours          | Sainte-Maure-de-Touraine        | CC Touraine Vallée de l'Indre              | 15,49            | 760 (2022)                        | 49                 | modifier les données · modifier les données |
| Sainte-Maure-de-Touraine         | 37226      | 37800             | Chinon         | Sainte-Maure-de-Touraine        | CC Touraine Val de Vienne                  | 40,41            | 4 118 (2022)                      | 102                | modifier les données · modifier les données |
| Saunay                           | 37240      | 37110             | Loches         | Château-Renault                 | CC du Castelrenaudais                      | 25,98            | 643 (2022)                        | 25                 | modifier les données · modifier les données |
| Savigné-sur-Lathan               | 37241      | 37340             | Chinon         | Langeais                        | CC Touraine Ouest Val de Loire             | 17,61            | 1 314 (2022)                      | 75                 | modifier les données · modifier les données |
| Savigny-en-Véron                 | 37242      | 37420             | Chinon         | Chinon                          | CC Chinon, Vienne et Loire                 | 21,31            | 1 539 (2022)                      | 72                 | modifier les données · modifier les données |
| Savonnières                      | 37243      | 37510             | Tours          | Ballan-Miré                     | Tours Métropole Val de Loire               | 16,46            | 3 346 (2022)                      | 203                | modifier les données · modifier les données |
| Sazilly                          | 37244      | 37220             | Chinon         | Sainte-Maure-de-Touraine        | CC Touraine Val de Vienne                  | 10,57            | 269 (2022)                        | 25                 | modifier les données · modifier les données |
| Semblançay                       | 37245      | 37360             | Chinon         | Château-Renault                 | CC de Gâtine-Racan                         | 35,66            | 2 170 (2022)                      | 61                 | modifier les données · modifier les données |
| Sennevières                      | 37246      | 37600             | Loches         | Loches                          | CC Loches Sud Touraine                     | 23,54            | 217 (2022)                        | 9,2                | modifier les données · modifier les données |
| Sepmes                           | 37247      | 37800             | Loches         | Descartes                       | CC Loches Sud Touraine                     | 28,59            | 605 (2022)                        | 21                 | modifier les données · modifier les données |
| Seuilly                          | 37248      | 37500             | Chinon         | Chinon                          | CC Chinon, Vienne et Loire                 | 15,73            | 392 (2022)                        | 25                 | modifier les données · modifier les données |
| Sonzay                           | 37249      | 37360             | Chinon         | Château-Renault                 | CC de Gâtine-Racan                         | 48,34            | 1 414 (2022)                      | 29                 | modifier les données · modifier les données |
| Sorigny                          | 37250      | 37250             | Tours          | Monts                           | CC Touraine Vallée de l'Indre              | 43,43            | 2 877 (2022)                      | 66                 | modifier les données · modifier les données |
| Souvigné                         | 37251      | 37330             | Chinon         | Langeais                        | CC Touraine Ouest Val de Loire             | 24,41            | 932 (2022)                        | 38                 | modifier les données · modifier les données |
| Souvigny-de-Touraine             | 37252      | 37530             | Loches         | Amboise                         | CC du Val d'Amboise                        | 26,18            | 391 (2022)                        | 15                 | modifier les données · modifier les données |
| Sublaines                        | 37253      | 37310             | Loches         | Bléré                           | CC Autour de Chenonceaux Bléré-Val de Cher | 14,44            | 176 (2022)                        | 12                 | modifier les données · modifier les données |
| Tauxigny-Saint-Bauld             | 37254      | 37310             | Loches         | Loches                          | CC Loches Sud Touraine                     | 40,94            | 1 683 (2022)                      | 41                 | modifier les données · modifier les données |
| Tavant                           | 37255      | 37220             | Chinon         | Sainte-Maure-de-Touraine        | CC Touraine Val de Vienne                  | 5,22             | 267 (2022)                        | 51                 | modifier les données · modifier les données |
| Theneuil                         | 37256      | 37220             | Chinon         | Sainte-Maure-de-Touraine        | CC Touraine Val de Vienne                  | 9,80             | 289 (2022)                        | 29                 | modifier les données · modifier les données |
| Thilouze                         | 37257      | 37260             | Tours          | Chinon                          | CC Touraine Vallée de l'Indre              | 33,75            | 1 798 (2022)                      | 53                 | modifier les données · modifier les données |
| Thizay                           | 37258      | 37500             | Chinon         | Chinon                          | CC Chinon, Vienne et Loire                 | 6,92             | 302 (2022)                        | 44                 | modifier les données · modifier les données |
| La Tour-Saint-Gelin              | 37260      | 37120             | Chinon         | Sainte-Maure-de-Touraine        | CC Touraine Val de Vienne                  | 13,45            | 502 (2022)                        | 37                 | modifier les données · modifier les données |
| Tournon-Saint-Pierre             | 37259      | 37290             | Loches         | Descartes                       | CC Loches Sud Touraine                     | 14,76            | 437 (2022)                        | 30                 | modifier les données · modifier les données |
| Trogues                          | 37262      | 37220             | Chinon         | Sainte-Maure-de-Touraine        | CC Touraine Val de Vienne                  | 9,38             | 289 (2022)                        | 31                 | modifier les données · modifier les données |
| Truyes                           | 37263      | 37320             | Tours          | Monts                           | CC Touraine Vallée de l'Indre              | 16,39            | 2 430 (2022)                      | 148                | modifier les données · modifier les données |
| Vallères                         | 37264      | 37190             | Tours          | Chinon                          | CC Touraine Vallée de l'Indre              | 14,72            | 1 339 (2022)                      | 91                 | modifier les données · modifier les données |
| Varennes                         | 37265      | 37600             | Loches         | Descartes                       | CC Loches Sud Touraine                     | 11,07            | 254 (2022)                        | 23                 | modifier les données · modifier les données |
| Veigné                           | 37266      | 37250             | Tours          | Monts                           | CC Touraine Vallée de l'Indre              | 26,58            | 6 734 (2022)                      | 253                | modifier les données · modifier les données |
| Véretz                           | 37267      | 37270             | Tours          | Montlouis-sur-Loire             | CC Touraine-Est Vallées                    | 13,86            | 4 682 (2022)                      | 338                | modifier les données · modifier les données |
| Verneuil-le-Château              | 37268      | 37120             | Chinon         | Sainte-Maure-de-Touraine        | CC Touraine Val de Vienne                  | 8,44             | 125 (2022)                        | 15                 | modifier les données · modifier les données |
| Verneuil-sur-Indre               | 37269      | 37600             | Loches         | Loches                          | CC Loches Sud Touraine                     | 39,63            | 467 (2022)                        | 12                 | modifier les données · modifier les données |
| Vernou-sur-Brenne                | 37270      | 37210             | Tours          | Vouvray                         | CC Touraine-Est Vallées                    | 25,91            | 2 871 (2022)                      | 111                | modifier les données · modifier les données |
| Villaines-les-Rochers            | 37271      | 37190             | Tours          | Chinon                          | CC Touraine Vallée de l'Indre              | 12,47            | 1 043 (2022)                      | 84                 | modifier les données · modifier les données |
| Villandry                        | 37272      | 37510             | Tours          | Ballan-Miré                     | Tours Métropole Val de Loire               | 17,80            | 1 138 (2022)                      | 64                 | modifier les données · modifier les données |
| La Ville-aux-Dames               | 37273      | 37700             | Tours          | Montlouis-sur-Loire             | CC Touraine-Est Vallées                    | 8,00             | 5 575 (2022)                      | 697                | modifier les données · modifier les données |
| Villebourg                       | 37274      | 37370             | Chinon         | Château-Renault                 | CC de Gâtine-Racan                         | 12,36            | 304 (2022)                        | 25                 | modifier les données · modifier les données |
| Villedômain                      | 37275      | 37460             | Loches         | Loches                          | CC Loches Sud Touraine                     | 16,47            | 127 (2022)                        | 7,7                | modifier les données · modifier les données |
| Villedômer                       | 37276      | 37110             | Loches         | Château-Renault                 | CC du Castelrenaudais                      | 35,49            | 1 299 (2022)                      | 37                 | modifier les données · modifier les données |
| Villeloin-Coulangé               | 37277      | 37460             | Loches         | Loches                          | CC Loches Sud Touraine                     | 34,62            | 584 (2022)                        | 17                 | modifier les données · modifier les données |
| Villeperdue                      | 37278      | 37260             | Tours          | Monts                           | CC Touraine Vallée de l'Indre              | 11,95            | 1 110 (2022)                      | 93                 | modifier les données · modifier les données |
| Villiers-au-Bouin                | 37279      | 37330             | Chinon         | Langeais                        | CC Touraine Ouest Val de Loire             | 29,83            | 735 (2022)                        | 25                 | modifier les données · modifier les données |
| Vou                              | 37280      | 37240             | Loches         | Descartes                       | CC Loches Sud Touraine                     | 21,95            | 245 (2022)                        | 11                 | modifier les données · modifier les données |
| Vouvray                          | 37281      | 37210             | Tours          | Vouvray                         | CC Touraine-Est Vallées                    | 22,92            | 3 397 (2022)                      | 148                | modifier les données · modifier les données |
| Yzeures-sur-Creuse               | 37282      | 37290             | Loches         | Descartes                       | CC Loches Sud Touraine                     | 55,42            | 1 345 (2022)                      | 24                 | modifier les données · modifier les données |
| Indre-et-Loire                   | 37         |                   |                |                                 |                                            | 6 127,00         | 616 326 (2022)                    | 101                | modifier les données                        |